# Goniurellia tridens
Goniurellia tridens är en tvåvingeart som först beskrevs av Friedrich Georg Hendel 1910.  Goniurellia tridens ingår i släktet Goniurellia och familjen borrflugor. Inga underarter finns listade i Catalogue of Life.
På varje vinge har G. tridens ett mönster som liknar en bild på en myra, men det är oklart hur detta ska tolkas, eller om det bara är vår fantasi som tolkar in en myra.